# Ејвон (Монтана)
Ејвон (енгл. Avon) насељено је место без административног статуса у америчкој савезној држави Монтана.

## Демографија
По попису из 2010. године број становника је 111, што је 13 (-10,5%) становника мање него 2000. године.
| Група             | 2000.        | 2010.       |
| Белци             | 124 (100,0%) | 108 (97,3%) |
| Афроамериканци    | 0 (0,0%)     | 0 (0,0%)    |
| Азијати           | 0 (0,0%)     | 1 (0,9%)    |
| Хиспаноамериканци | 0 (0,0%)     | 0 (0,0%)    |
| Укупно            | 124          | 111         |